# شهرداری توکیو

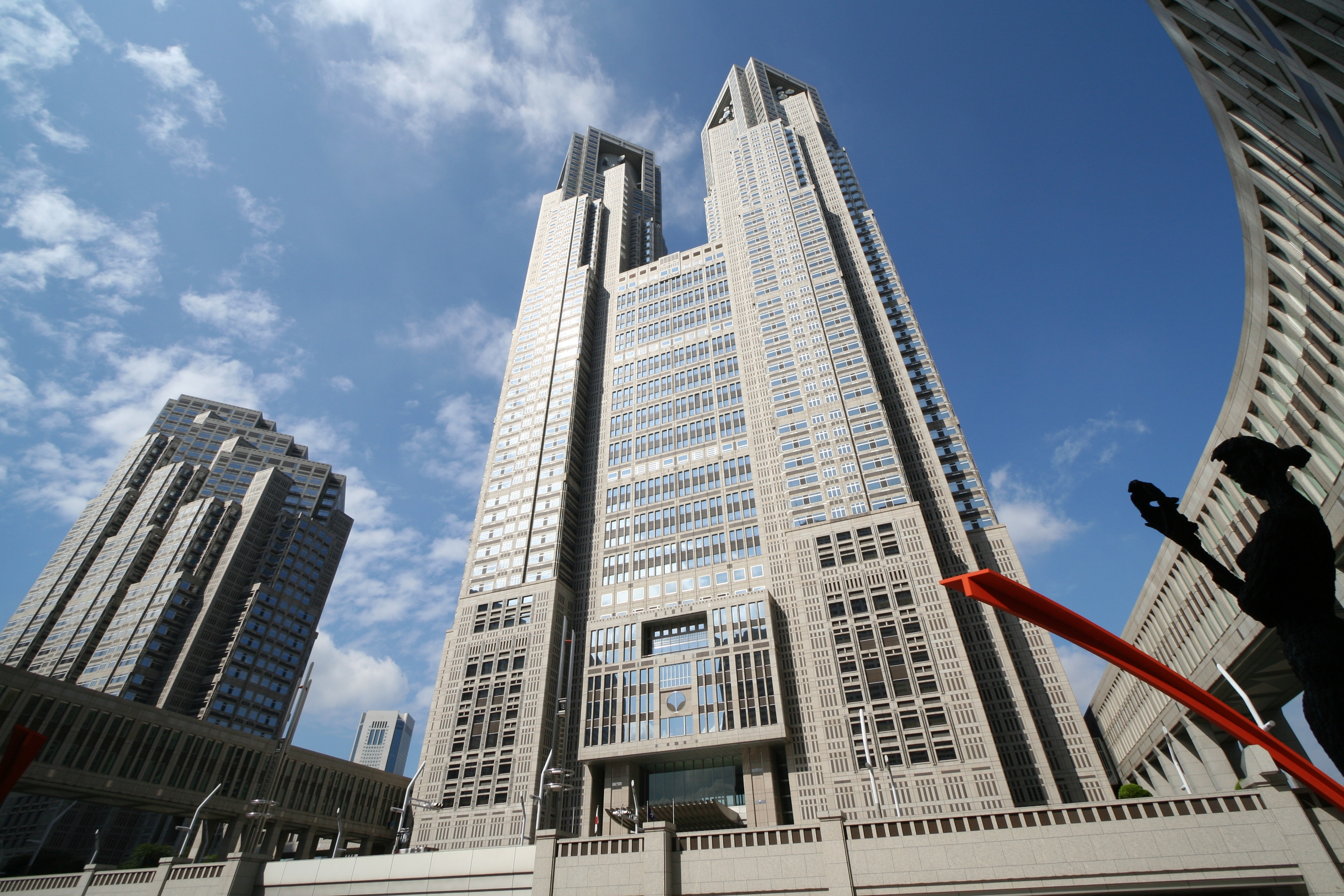
ساختمان شهرداری توکیو

شهرداری توکیو (به ژاپنی: 東京都庁舎 Tōkyō Tochōsha) در منطقهٔ شینجوکو در توکیو پایتخت ژاپن واقع شده‌است. شهرداری توکیو مدیریت مناطق ویژه توکیو، شهرستان‌ها، روستاها و جزایر توکیو را برعهده دارد.
ساختمان شمارهٔ ۱ شهرداری توکیو در سال ۱۹۹۱ میلادی افتتاح شده‌است و در آن زمان عنوان بلندترین ساختمان ژاپن را از آن خود کرده‌است. این ساختمان در حال حاضر بعد از ساختمان توکیو میدتاون (۲۴۸ متر) در آکاساکا، عنوان دومین ساختمان بلند توکیو را دارد و دارای ۴۵ طبقه و ۲۴۳ متر ارتفاع است. شهرداری توکیو توسط کنزو تانگه (به ژاپنی: 丹下健三 Kenzo Tange) طراحی شده و هزینهٔ ساخت آن ۱۵۶۹ میلیارد ین بوده‌است.

## نگارخانه

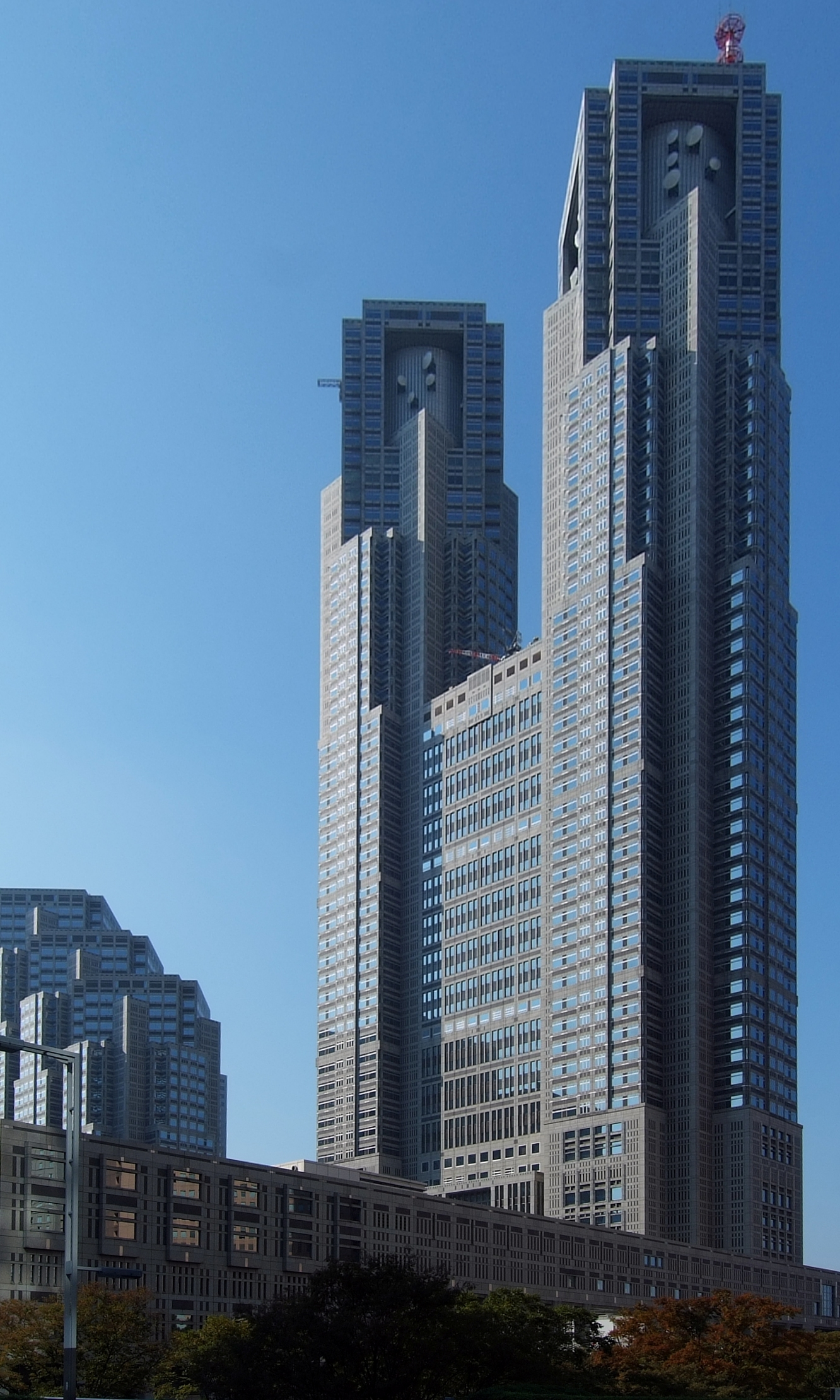
ساختمان شمارهٔ ۱ شهرداری توکیو
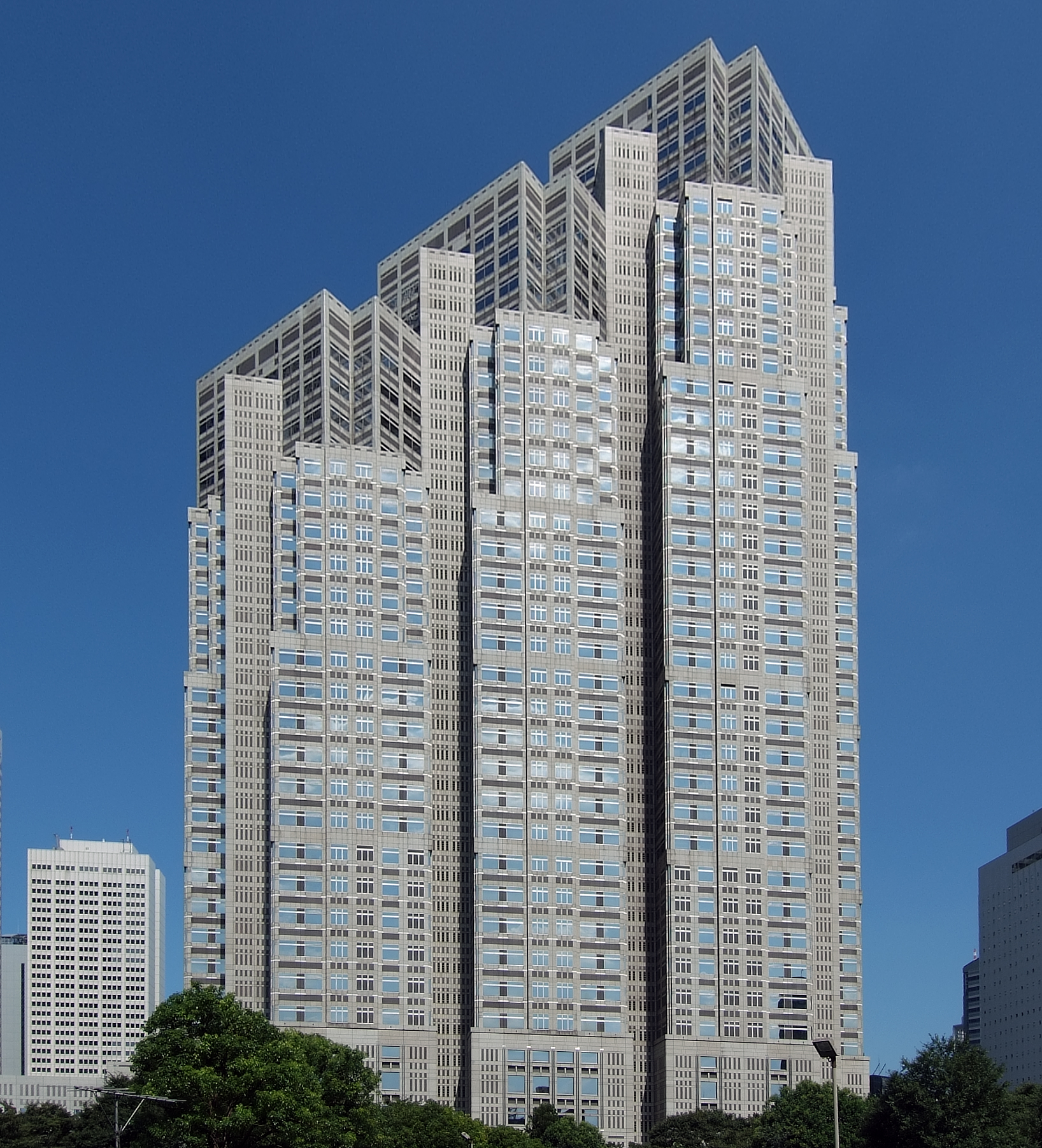
ساختمان شمارهٔ ۲ شهرداری توکیو